# Ludovico Cigoli
Ludovico Cardi da Cigoli (Cigoli di San Miniato, 1559. szeptember 21. – Róma, 1613. június 8.) itáliai festő, építész.

## Pályafutása
Leghíresebb művei: Szent István megkövezése a firenzei Uffizi-gyűjteményben, a Megfeszített Krisztus a Pitti-palotában, Assisi Szent Ferenc stigmatizációja a firenzei akadémiában, Tóbiás és az angyal a szentpétervári Ermitázsban stb.
Cigoli a szabadabb, önállóbb fölfogás felé hajlott, és főleg a kifejezésre fordított nagy gondot. Mint építész is kiváló volt, ő fejezte be a firenzei Pitti-palotát, ő építette a Gaddi család kertjének kapuját és lépcsőjét, a Tornequinci-palota loggiáját, a Santa Felicita kolostor kapuzatát, a Strozzi-palota udvarát és a Rinuccini-palotát. Írt egy értekezést is az öt oszloprendről.
Élete vége felé V. Pál pápa Rómába hívta meg, ahol a máltai lovagrend lovagja lett.

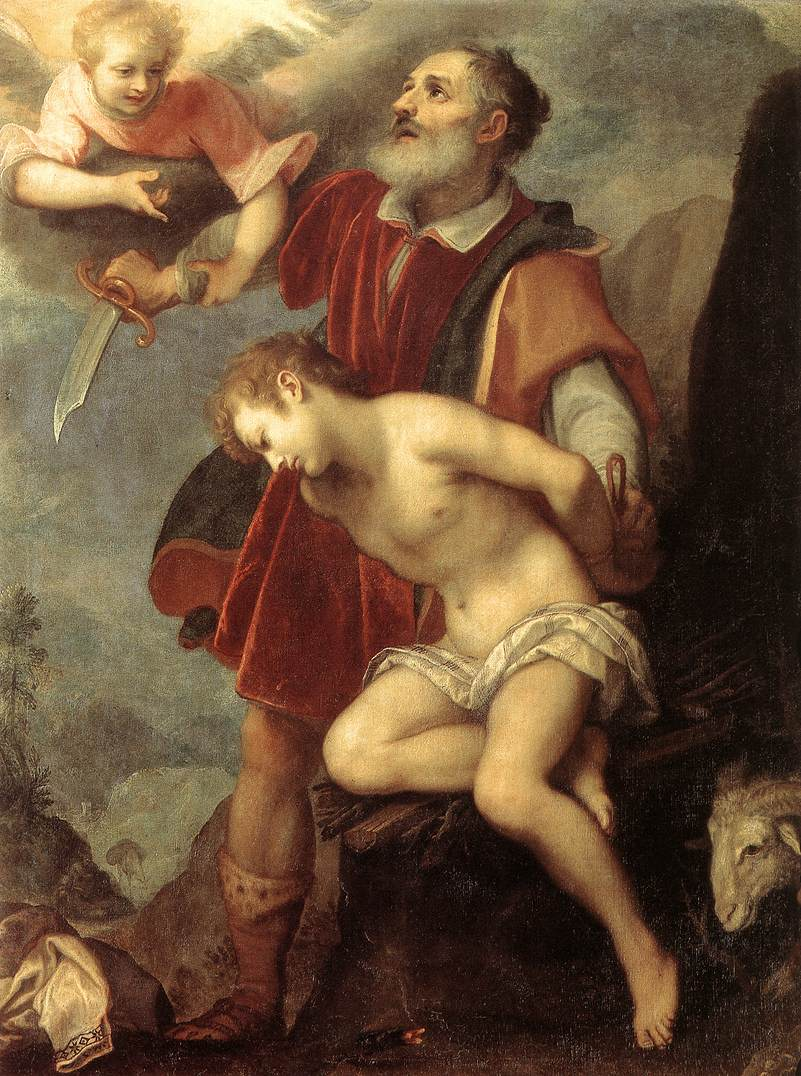
Izsák feláldozása